# Núi Csóványos
Núi Csóványos (tiếng Hungary: [ˈt͡ʃoːvaːɲoʃ]) là ngọn núi nổi tiếng trong dãy Börzsöny của hệ thống dãy núi Bắc Hungary. Ngọn núi có độ cao 938 mét và kéo dài qua biên giới của Hạt Nógrád và Hạt Pest. Khu vực này có sự hoạt động mạnh mẽ của các lớp địa chất trong Thế Miocen, cách đây khoảng 18 đến 19 triệu năm. Trong kỷ Đệ Tứ khi hoạt động núi lửa bắt đầu, hệ sinh thái ngay lập tức hình thành trên núi Csóványos. Sồi xanh và sồi Áo là những thực vật ưu thế của khu rừng trên núi Csóványos.

## Địa lý
Ngọn núi nằm trong lưu vực sông Ipoly, là con sông xuyên biên giới giữa Slovakia và Hungary, với lưu vực giữa và hạ lưu nằm trên lãnh thổ Hungary. Lưu vực thuộc lãnh thổ Hungary có diện tích 1.521 km2 (587 dặm vuông Anh), xung quanh bao bọc bởi các ngọn đồi của hạt Nograd, dãy núi Cserhat và dãy núi Borzsony. Đỉnh núi Csóványos là một phần của dãy núi Börzsöny, nằm trong Vườn quốc gia Danube-Ipoly nằm ở phía bắc của đất nước Hungary; đây là một trong mười công viên quốc gia nổi tiếng nhất của Hungary, thành lập với mục đích "bảo vệ những ngọn đồi có rừng cũng như các sinh cảnh ven sông và vùng đất thấp."

## Thiên nhiên

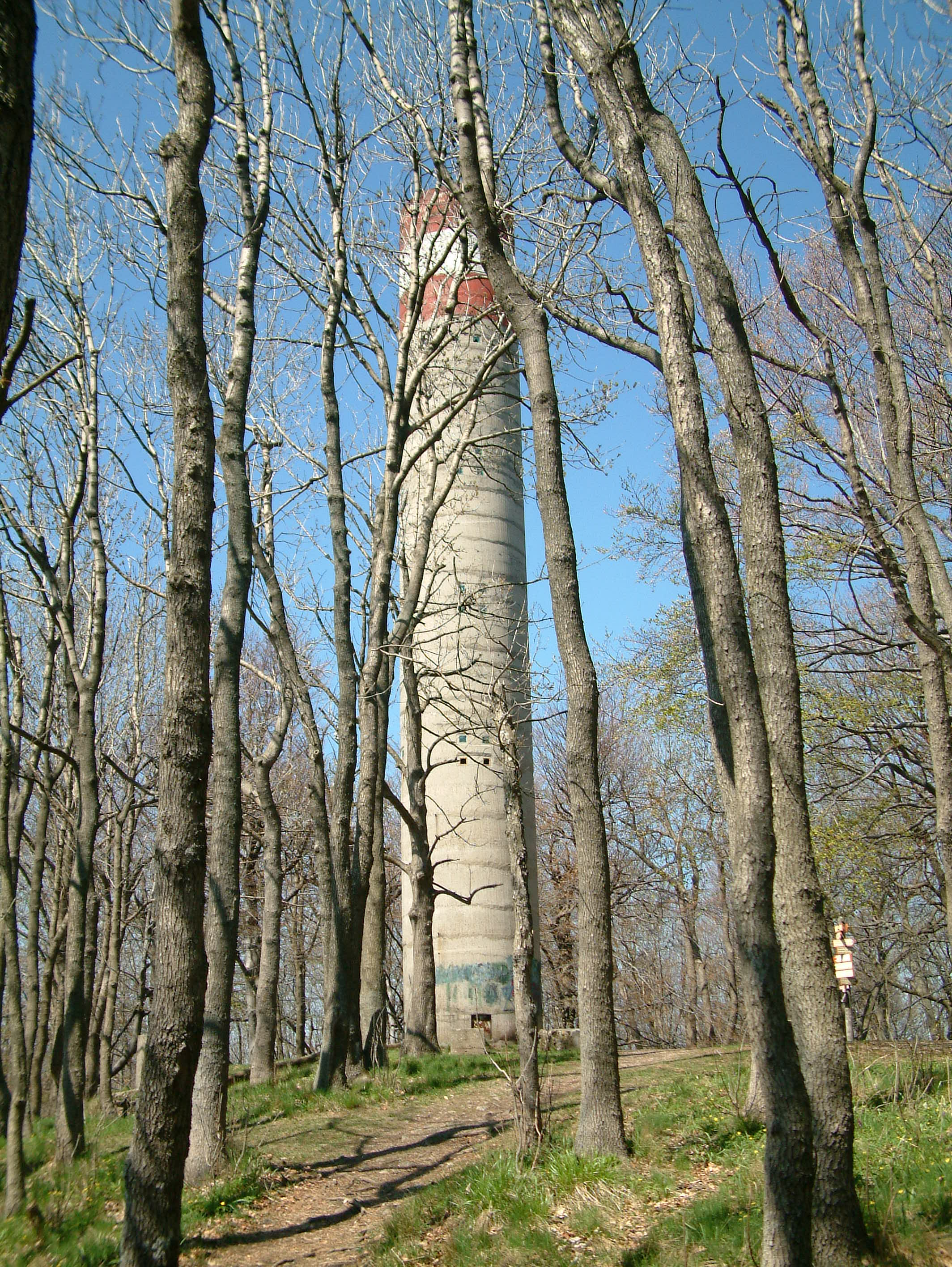
Tháp quan sát

Rừng gỗ alder tại thị trấn Drégelypalánk gần đó và rừng thông đỏ tại thị trấn Diósjenő trở thành địa điểm thu hút sự tò mò khám phá của du khách với vẻ đẹp "hoàn toàn thần bí". Động vật hoang dã phổ biến nhất trong khu vực này bao gồm hơn 100 loài chim, gà lôi, thỏ và hươu đang được bảo vệ. Núi Csóványos còn nổi tiếng với 2 loại rêu Blasia latexilla và Anthoceros laevis.

## Đường xá
Vào giữa những năm 1960, việc xây dựng đường sắt trong khu vực cũng như những con đường mòn dành cho xe đạp leo núi góp phần lớn làm phát triển du lịch ở núi Csóványos. Một tòa tháp cao 28 mét gần Đài tưởng niệm Hòa bình đã được tu sửa trở thành một tháp canh bằng gỗ hiện đại có tầm nhìn toàn cảnh ra vùng nông thôn.

## Văn chương
Ngọn núi trở thành đề tài chính của tập thơ nổi tiếng A Csóványos északi oldala của tác giả Győrffy Ákos, xuất bản vào năm 2000, và đã giành được Giải thưởng danh giá Gérecz Attila của Hiệp hội Nhà văn Hungary.